# Francisco Silva
Francisco Andrés Silva Gajardo (nascut l'11 de febrer de 1986) és un futbolista xilè que juga al CA Osasuna a la lliga BBVA, com a migcampista defensiu.